# Aprostocetus dubius
Aprostocetus dubius is een vliesvleugelig insect uit de familie Eulophidae. De wetenschappelijke naam is voor het eerst geldig gepubliceerd in 1929 door Waterston.